# Joe Henderson
Joe Henderson (24. april 1937 i lima, Ohio, USA – 30. juni 2001 i San Francisco) var en amerikansk saxofonist. 
Henderson hører til de ledende saxofonister i den moderne jazz. Sammen med John Coltrane og Wayne Shorter, hører han til de inovative saxofonister som udsprang i 1960'erne, og som lagde grunden for mange af eftertidens saxofonister. 
Han har spillet med Horace Silver, Herbie Hancock, Chick Corea, Charlie Haden, Pete La Roca og Andrew Hill.
Han har lavet en række plader for Blue Note- og Milestonepladeselskaberne, som alle er klassikere i den moderne jazz i dag.

## Diskografi

### Som leder
Blue Note Records
- 1963: Page One
- 1963: Our Thing
- 1964: In 'N Out
- 1964: Inner Urge
- 1966: Mode for Joe
- 1985: The State of the Tenor: Live at the Village Vanguard, Vols. 1 & 2

Milestone Records
- 1967: The Kicker
- 1968: Tetragon
- 1969: Power to the People
- 1970: If You're Not Part of the Solution, You're Part of the Problem
- 1971: In Pursuit of Blackness
- 1971: Joe Henderson in Japan
- 1972: Black is the Color
- 1973: The Elements
- 1973: Canyon Lady
- 1973: Multiple
- 1975: Black Miracle
- 1975: Black Narcissus

Verve Records
- 1968: Four
- 1968: Straight, No Chaser
- 1992: Lush Life: The Music of Billy Strayhorn
- 1992: So Near, So Far (Musings for Miles)
- 1994: Double Rainbow: The Music of Antonio Carlos Jobim
- 1996: Big Band
- 1997: Porgy & Bess

Red Records
- 1987: Evening with Joe Henderson – med Charlie Haden, Al Foster
- 1991: The Standard Joe – med Rufus Reid, Al Foster
- 2009: More from an Evening with Joe Henderson

Jazz Door
- 1973: 6tet/4tet – med Kenny Barron, Cedar Walton
- 1994: Live – med Bheki Mseleku, George Mraz, Al Foster
- 2001: Sunrise in Tokyo: Live in 1971- med Terumasa Hino, Masabumi Kikuchi

Andre pladeselskaber
- 1977: Barcelona (Enja Records) – med Wayne Darling, Ed Soph
- 1979: Relaxin' at Camarillo (Contemporary Records) med Chick Corea, enten Tony Dumas eller Richard Davis på bas, Peter Erskine og Tony Williams trommer
- 1980: Mirror, Mirror (Pausa Records) med Chick Corea, Ron Carter, Billy Higgins
- 1999: Warm Valley (West Wind Records) – med Tony Martucci, Tommy Cecil, Louis Scherr